# Rio Bolovăniş (Tarcău)
O Rio Bolovăniş é um rio da Romênia afluente do Rio Tarcău, localizado no distrito de Neamţ.